# Amet Sound
Amet Sound är en vik i Kanada.   Den ligger i provinsen Nova Scotia, i den östra delen av landet, 1 000 km öster om huvudstaden Ottawa.
Runt Amet Sound är det glesbefolkat, med 12 invånare per kvadratkilometer.